# Thunar
Thunar — файловый менеджер для среды рабочего стола Xfce, с версии Xfce 4.4 заменивший ранее использовавшийся Xffm. Интерфейс Thunar очень похож на интерфейс GNOME Files (стандартный файловый менеджер среды GNOME). Ранее Thunar имел название Filer, но он был переименован в «Thunar» из-за конфликтов названия. Thunar разрабатывается с расчётом на высокую производительность и удобство в использовании, а также на поддержку стандартов, заявленных на freedesktop.org. Функциональность Thunar может быть расширена за счёт развитой системы плагинов.
Своё название получил в честь скандинавского бога Тора.
С точки зрения произношения, исследователь Андрей Черняев приводит вариант "фунар".

## Возможности
По возможностям Thunar ничуть не уступает своим конкурентам и имеет следующие функции:
- Поддержка Drag’n’Drop;
- Просмотр сетевых хранилищ файлов при подключении по протоколу WebDAV. При этом, в адресную строку Thunar вводится адрес вида «davs://example.com/». Для подключения по WebDAV требуются отдельные соответствующие программы, например neon, davfs2, cadaver, Gigolo_(программа);
- Поддержка закладок, которые отображаются на панели;
- Интеграция с SVN и GIT с помощью соответствующего плагина;
- Отображение эскизов графических и видеофайлов;
- Автомонтирование подключённых носителей;
- Смена доступов и владельцев файлов;
- Отображение скорости копирования файлов (добавлено в версии 1.6).
- Массовое переименование файлов без использования регулярных выражений.

## Плагины
Для Thunar есть несколько основных плагинов, расширяющих его функциональность.
- Thunar-vfs — для работы с виртуальной файловой системой;
- Thunar-archive-plugin — добавление пунктов в контекстное меню: «Извлечь сюда», «Извлечь в» (для архивов) или «Создать архив» (для файлов и папок);
- Thunar-media-tags-plugin — отображение ID3-тегов аудиофайлов;
- Thunar-volman — для работы со сменными носителями информации;
- Thunar Dropbox — добавление нескольких пунктов в контекстное меню для файлов в папке синхронизации с Dropbox, в том числе копирование публичной ссылки к файлу в буфер обмена;
- Thunar gtkhash — отображение различных видов хеша в свойствах файла;
- Thunar vcs — интеграция с SVN и GIT.

## Версии
| Версия | Дата выхода     | Нововведение |
| ------ | --------------- | --- |
| 1.0.0  | 24 февраля 2009 | |
| 1.1.0  | 9 января 2010   | |
| 1.2.0  | 16 января 2011  | |
| 1.3.0  | 14 февраля 2011 | |
| 1.4.0  | 28 апреля 2012  | |

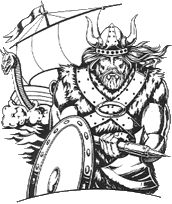
Тор в окне «О программе» в Thunar

| 1.5.0  | 14 октября 2012 | Добавлена проверка наличия свободного места перед копированием. Обновлены языковые пакеты, в том числе русский.   |
| 1.5.1  | 31 октября 2012 | |
| 1.5.2  | 10 ноября 2012  | Обновлены 57 языковых пакетов, в том числе русский.                                                               |
| 1.5.3  | 24 ноября 2012  | Обновлены 12 языковых пакетов, в том числе русский.                                                               |
| 1.6.0  | 2 декабря 2012  | Исправлена сортировка по типу файла. Обновлены 16 языковых пакетов, в том числе русский.                          |
| 1.6.1  | 9 декабря 2012  | Обновлены языковые пакеты, в том числе русский.                                                                   |
| 1.6.2  | 27 декабря 2012 | Удалено четыре языка, включая: казахский, курдский и македонский. Обновлены языковые пакеты, в том числе русский. |
| 1.6.3  | 5 мая 2013      | Обновлены некоторые языковые пакеты, в том числе русский.                                                         |
| 1.6.4  | 4 января 2015   | |
| 1.6.5  | 19 февраля 2015 | Обновлены языковые пакеты, исправлены ошибки.                                                                     |
| 1.6.6  | 28 февраля 2015 | |
| 1.6.7  | 20 апреля 2015  | |
| 1.6.8  | 5 мая 2015      | |
| 1.6.9  | 17 мая 2015     | |
| 1.6.10 | 22 мая 2015     | |
| 1.6.11 | 13 февраля 2017 | Устранено аварийное закрытие файлового менеджера при переименовании и перемещении файлов.                         |
| 1.6.12 | 10 июля 2017    | Для фотографий, добавлена поддержка EXIF.                                                                         |
| 1.6.13 | 25 ноября 2017  | |
| 1.7.0  | 25 ноября 2017  | |
| 1.6.14 | 15 февраля 2018 | |
| 1.7.1  | 15 февраля 2018 | |
| 1.7.2  | 5 апреля 2018   | |
| 1.6.15 | 5 апреля 2018   | |
| 1.8.0  | 6 июня 2018     | |
| 1.8.1  | 13 июня 2018    | |

 Текущая версия

## API
Thunar предоставляет API для сторонних разработчиков:
- «Thunar-vfs» — это кросс-платформенный API для операций файловой системы высокого уровня.
- «Thunarx» — это библиотека для создания расширений для самого файлового менеджера.

Thunar также можно расширить, написав скрипты, которые будут помещены в контекстное меню для различных типов файлов.